# Gugești
Gugești è un comune della Romania di 6 763 abitanti, ubicato nel distretto di Vrancea, nella regione storica della Muntenia. 
Il comune è formato dall'unione di 2 villaggi: Gugești e Oreavu.